# Carlos Villagrán (dibujante)
Marcos Carlos Villagrán (Corrientes, 10 de marzo de 1948) es un dibujante argentino.
Especializado en cómics, de amplia trayectoria laboral dentro de los mismos tanto a nivel nacional como internacional, hermano menor de los también artistas, Ricardo y Enrique Villagrán junto a los cuales integró el estudio gráfico Nippur IV y posteriormente el estudio Villagrán dedicados plenamente a la producción de cómics, principalmente para la editorial Columba.

## Biografía
Nació en 1948 en la provincia de Corrientes, hijo del matrimonio Marcos Villagrán y Emilia Gómez Sierra (apellido materno compuesto el cual su hermano Enrique adoptaría como pseudónimo artístico),  su padre era de origen militar y su madre se dedicaba a la docencia.
Carlos Villagrán demostró desde muy pequeño un talento nato para el dibujo. Durante la época en que cursaba la secundaria, a mediados de los años 60s en los períodos vacacionales, solía ayudar a su hermano Enrique en los trabajos de publicidad, en lo que hoy día se conoce como diseño gráfico. Paralelamente consiguió comenzar a trabajar para la Editorial Códex donde también había trabajado su hermano Ricardo en historietas como Santos Leiva dentro de la revista Selecciones Escolares entre otras publicaciones.
Dentro de Codex, Carlos conoce a Juan Zanotto el cual lo ayuda a mejorar sus trazos además de animarlo ofreciéndole trabajos cada vez más complejos. Allí realizó trabajos para las revistas Georama, Enciclopedia Didáctica, Automundo y Geomundo. Al finalizar sus trabajos en Códex, un jefe de arte le ofreció trabajar para la editorial Julio Korn en la revista Aire y Sol.
Para cuando ya tenía unos 26 años de edad, Villagrán comienza a interiorizarse en el mundo de las historietas. Visitando en cierta ocasión a su hermano Enrique, el cual ya había comenzado a dibujar al personaje de Argon para Columba, y estando este ajustado de trabajo ante las fechas de entrega, le pidió a Carlos asistencia como fondista. Antonio Presa, director de arte de la Editorial Columba, le propone entonces dibujar para la editorial.
Allí uno de los primeros trabajos que realiza es "Kumbo, la torre que marcha" con guion de Héctor Germán Oesterheld. Luego se dedicaría por algún tiempo a ilustrar historietas unitarias como "Muerte en el Pacífico" de 1977 para el álbum El Tony y a comienzos de los años 80s debido a su afinidad por los vehículos, ilustra una historieta bélica que no llegó a publicarse debido al conflicto con la guerra de Malvinas.
Su hermano Enrique le propone firmar sus trabajos bajo el pseudónimo de Bill A. Grant. Su primer personaje de trayectoria en Columba fue Argón el justiciero, el cual a veces formaba parte como un personaje de práctica ya que se le proponía a los nuevos dibujantes de Columba, que realizacen los cuerpos de los protagonistas, dejando que otros dibujantes con más trayectoria se dedicasen a las cabezas de los mismos. De esa misma manera comenzaron otros dibujantes como Rubén Meriggi y Víctor Toppi. Al ser su hermano Enrique quien se encargaba de los rostros de la serie Argon en ese momento, muchos de los trabajos que realizaban los alumnos, finalmente editados eran firmados por ambos artistas.
A partir de que Carlos, junto a sus otros hermanos y el guionista Robin Wood fundasen el estudio Nippur IV, su trabajo dentro del mundo del cómic se hizo más activo, dibujando además en algunas ocasiones a Or-Grund un gigantesco guerreo rubio con cierta semblanza con Conan el bárbaro, al cual Carlos también ilustraría en alguna ocasión al igual que a Nippur de lagash. Más adelante, trabajando en equipo con Carlos Vogt dibujó "Mojado" y "Billy Grant" entre otras. Su último trabajo para la editorial Columba en Argentina, fue un capítulo de Argón titulado "El pozo" con guiones de Armando Fernández.
Cuando el estudio Nippur IV del cual formaba parte, se trasladó a Vicente López pasando a llamarse Estudio Villagrán, si bien Carlos continuó su labor dentro de los cómics, fue paulatinamente desarrollando una carrera de docencia en el estudio, donde comenzaron a asistir una gran cantidad de personas interesadas en incorporar conocimientos en el mundo del dibujo. 
Durante algún tiempo el estudio Villagrán se trasladó a Philadelphia en el Estado de Pensilvania. Ya en Estados Unidos, Carlos se perfecciona en el estudio de Brooklyn, New York, junto a Rich Buckler y en New Jersey en los estudios del legendario Joe Kubert. Allí realizaría trabajos para Marvel Comics, Archie Comics, Four Winds, Epic y Semic Press además de incursiones en el mercado del cómic europeo.  
Carlos Villagrán continuaría su labor como docente, así como también la de diseñador posteriormente al cierre del estudio, presentándose en diversas convenciones y exposiciones de cómics a lo largo de los años.

## En la cultura popular
Carlos y sus hermanos Enrique y Ricardo son mencionados en los primeros minutos de la película El asadito cuando alguno de los protagonistas hablan acerca de las historietas que ellos ilustraban.